# Дрімлюга скельний
Дрімлюга скельний (Caprimulgus pulchellus) — вид дрімлюгоподібних птахів родини дрімлюгових (Caprimulgidae). Ендемік Індонезії.

## Підвиди
Виділяють два підвиди:
- C. p. pulchellus Salvadori, 1879 — Суматра;
- C. p. bartelsi Finsch, 1902 — Ява.

## Поширення і екологія
Скельні дрімлюги мешкають в горах Барісан на південному заході Суматри та на високогір'ях Яви. Вони живуть у вологих гірських і рівнинних тропічних лісах. Зустрічаються на висоті від 800 до 2100 м над рівнем моря, на Яві на висоті до 1800 м над рівнем моря. Живляться комахами, яких ловлять в польоті. На Яві сезон розмноження триває з кінця березня по травень.

## Збереження
МСОП класифікує стан збереження цього виду як близький до загрозливого. За оцінками дослідників, популяція скельних дрімлюг становить від 10 до 20 тисяч птахів. Їм загрожує знищення природного середовища.